# Rékai Nándor (színművész)
Rékai Nándor (Budapest, 1954. szeptember 6. –) magyar színész.

## Életpályája
A Nemzeti Színház Stúdiójában végzett 1978-ban. 1979-től a Békés Megyei Jókai Színház szerződtette. 1980-tól a Bartók Gyermekszínházban játszott. 1982-től a győri Kisfaludy Színház, 1990-tól az egri Gárdonyi Géza Színház tagja volt. 1996-tól a játszott a többek között a Nevesincs Színháznál, a Nap Színház, MU Színház, a Fogi Gyermekszínház, a Főnix Színház, az Apolló Színház, a Hókirálynő Meseszínpad előadásain, az Evangélium Színházban, az RS9 Színházban, a Gózon Gyula Kamaraszínházban és a Nemzeti Színházban is. Szinkronszínészként is dolgozik.

## Színházi szerepeiből
- William Shakespeare: Lear király... Curon, udvaronc
- William Shakespeare: Tévedések vígjátéka... Második kereskedő, Angelo hitelezője
- Benjamin Jonson: Volpone, avagy a pénz komédiája... Volpone
- Molière: Dandin György, avagy a megcsúfolt férj... Lükeházy
- Friedrich Schiller: Stuart Mária... Testőrtiszt
- Georg Büchner: Danton halála... Mercior
- Bertolt Brecht – Kurt Weill: Koldusopera... Filch
- Nyikolaj Vasziljevics Gogol: A revizor... Bobcsinszkij
- Anton Pavlovics Csehov: Lakodalom... Pópa
- Makszim Gorkij: Éjjeli menedékhely... Aljoska
- Mihail Afanaszjevics Bulgakov: A Mester és Margarita... Boszov
- Mihail Afanaszjevics Bulgakov: Ádám és Éva... II. Guller, I. Guller unokatestvére
- Valentyin Petrovics Katajev: Távolban egy fehér vitorla... Nyaraló férfi
- Victorien Sardou: Szókimondó asszonyság... Brigode
- Jules Verne: Nemo kapitány... Farragut kapitány
- Jean Giraudoux: Trójában nem lesz háború... Vitorlamester
- Henri Kéroul: Léni néni... Sancho, festőművész
- Arthur Miller: A salemi boszorkányok... Herrick
- Dale Wasserman: Kakukkfészek... Technikus
- Peter Weiss: Mockinpott úr kínjai és meggyógyíttatása... Jóisten
- Lionel Bart: Oliver... Noah Claypole, a koporsókészítő segédje
- Georges Feydeau: Megáll az ész!... Borbély
- Giulio Scarnacci – Renzo Tarabusi: Kaviár és lencse... Alfonso Chioccia báró; Alexis, inas; Marcello, kifutó
- Fazekas Mihály – Lénárt László: Lúdas Matyi... Döbrögi
- Szigligeti Ede: Liliomfi... Bohóc
- Jókai Mór: Szeretve mind a vérpadig... Tormássy, Pálffy, Balahú uram, Bercsényi, Heister generális
- Jókai Mór: Az aranyember... Miniszter
- Heltai Jenő: Szépek szépe... Harmadik szellem
- Hunyady Sándor: A három sárkány... Főúr
- Móricz Zsigmond: Úri muri... Pincér
- Szomory Dezső: Hagyd a nagypapát!... Gergely
- Németh László: VII. Gergely... Kolduló barát
- Németh László: Széchenyi... János
- Márai Sándor: A kassai polgárok... Omodé követe
- Nyirő József: A próféta... Achas, kém és besúgó
- Wass Albert: A funtineli boszorkány... Tóderik
- Katona Imre: Csíksomlyói Magyar Passió... János
- Székely János: Caligula helytartója... Zsidó előkelőség
- Csurka István: Döglött aknák... Első ápoló
- Csurka István: Az idő vasfoga... Önkéntes rendőr
- Pozsgai Zsolt: Emlékpróba – 1956... Anthony
- Szabó Magda: Szent Bertalan nappala... Bálintffy
- Sediánszky Nóra – Koltai M. Gábor: Tempefői... Szuszmir (egy bohó kalefaktor, Csikorgó, fűzfapoéta)
- Rejtő Jenő – Szinovál Gyula – Andor Edit: Vesztegzár a Grand Holtelban... Kapitány
- Szakcsi Lakatos Béla – Csemer Géza: Piros karaván... Birkás, szövetkezeti paraszt
- Ábrahám Pál: Viktória... Kozák tiszt
- Kálmán Imre: Csárdáskirálynő... Endrei
- Kálmán Imre: Cigányprímás... Gaston
- Lehár Ferenc: A mosoly országa... Fu-Li, követségi titkár; Kadett
- Lehár Ferenc: Luxemburg grófja... Lord Lanchester; Első bíró
- Jacobi Viktor: Leányvásár... Hajóskapitány
- Grimm fivérek – Romhányi József – Fényes Szabolcs: Hamupipőke... XIII. Boldizsár
- Csukás István – Bergendy István: Süsü, a várvédő... Torzonborz király
- Szinovál Gyula: A vitéz szabólegény... III. Hétfogú Mitugrász király
- Nikodém Norbert: A császár új ruhája... Pomádé király

## Film és sorozatszerepei
- Kisváros (sorozat, 1996) ...Akcentussal beszélő maffiozó
- Barátok közt (sorozat, 2008) ...Dr. Oláh
- Hacktion: Újratöltve (sorozat, 2014) ...Kenyeres Ödön
- Drága örökösök (sorozat, 2019) ...Éjjeliőr
- A mi kis falunk (sorozat, 2020) ...Eladó
- Jóban Rosszban (sorozat, 2021) ...Béla
- Doktor Balaton (sorozat, 2022) ...Beteg
- Keresztanyu (sorozat, 2022) ...Börtönborbély
- Drága örökösök – A visszatérés (sorozat, 2023) ...Végh Antal

## Önálló est
- De szeretnék gazdag lenni